# George Harrison

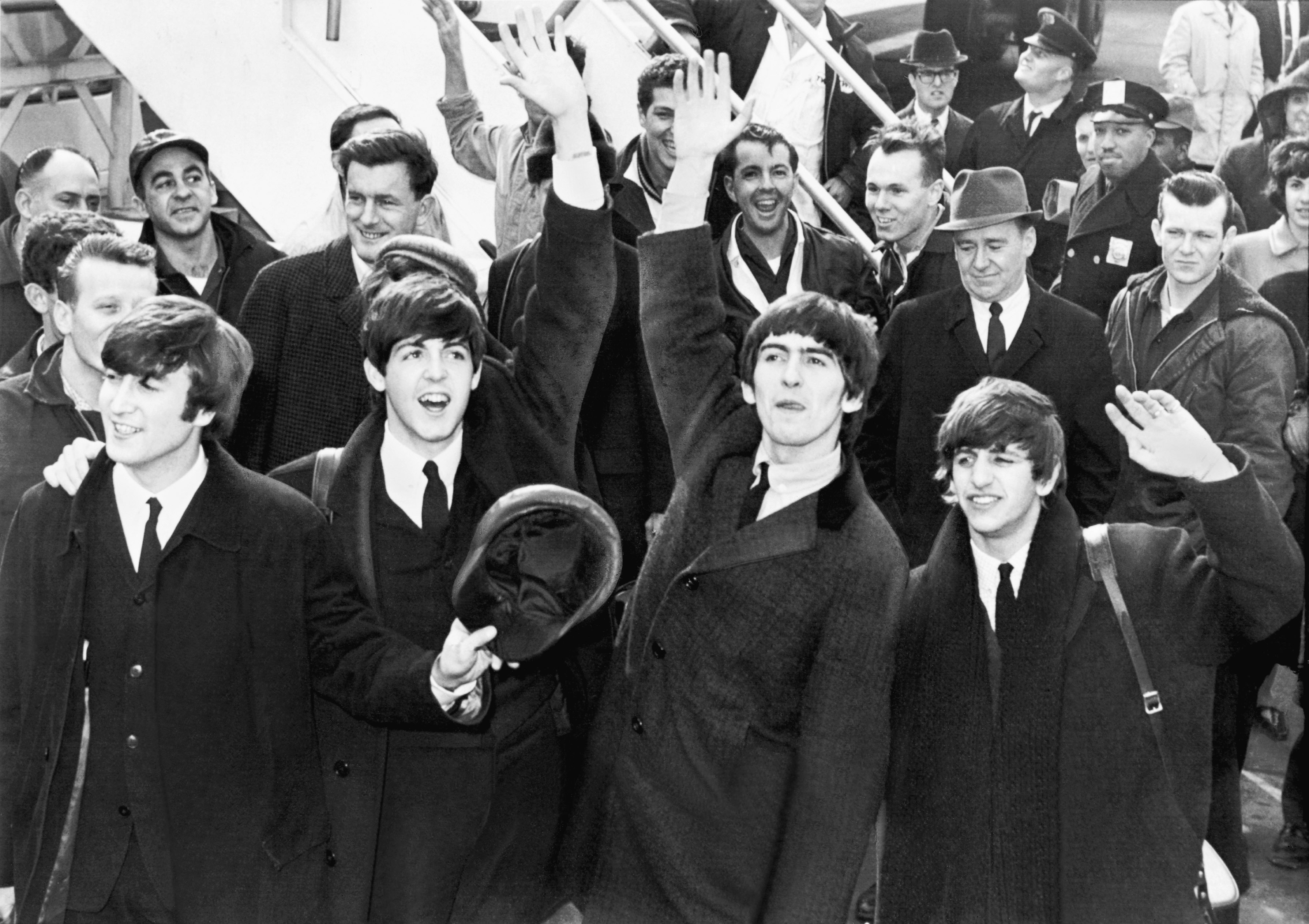
Beatles i New York 1964: John, Paul, George och Ringo.

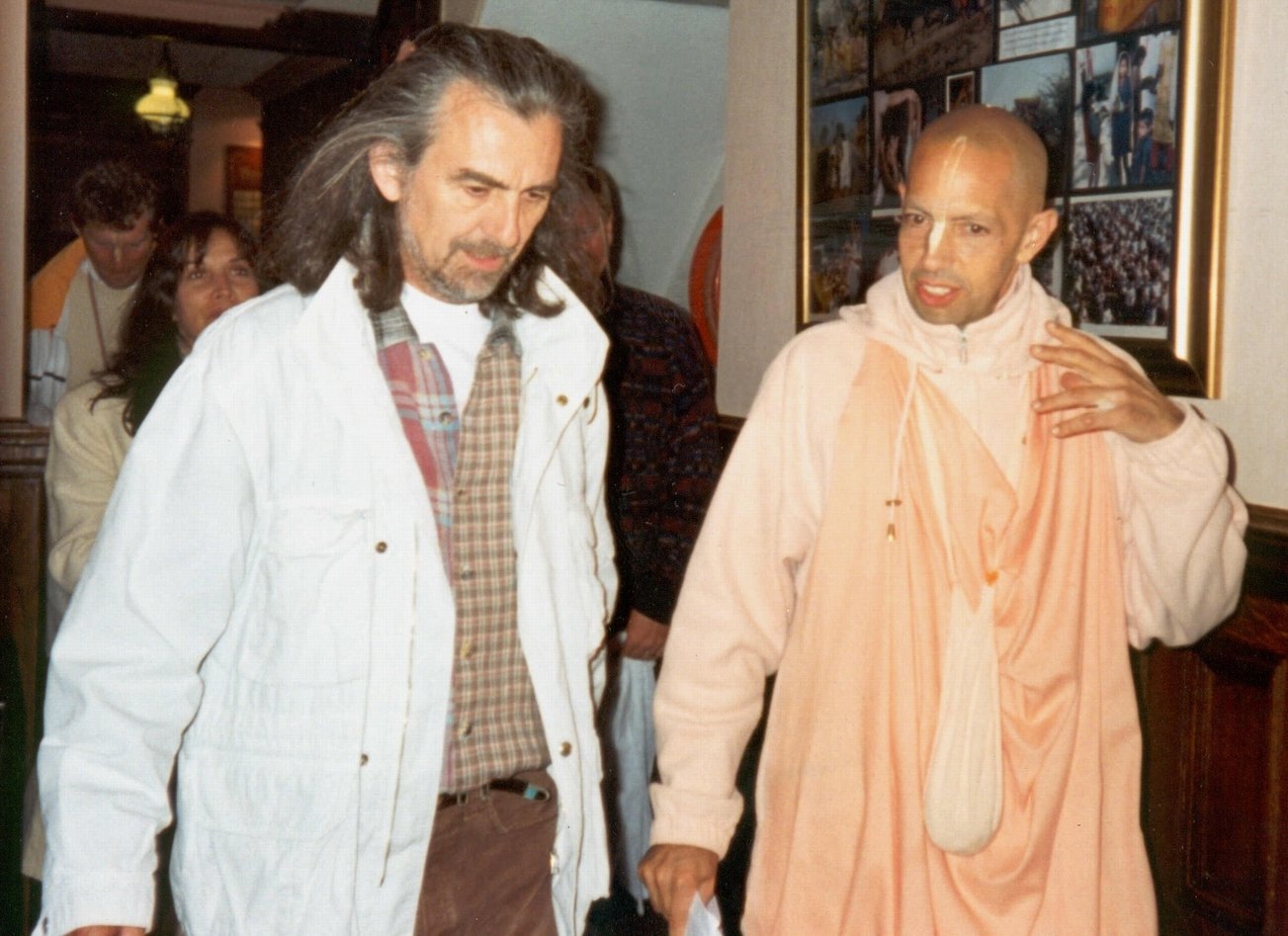
George Harrison och Mukunda Goswami i Bhaktivedanta Manor 1996.

George Harrison, MBE, född 25 februari 1943 i Wavertree, Liverpool, död 29 november 2001 i Beverly Hills, Los Angeles, var en brittisk musiker, gitarrist, sångare, låtskrivare och producent. Harrison var en av medlemmarna i popgruppen The Beatles, där han mestadels spelade sologitarr. Som soloartist hade han senare hits som "My Sweet Lord", "Give Me Love (Give Me Peace on Earth)" och "Got My Mind Set on You".

## Biografi
George Harrison var 17 år när han med The Beatles på allvar inledde sin karriär. Ett problem var att han på grund av sin ringa ålder inte kunde få arbetstillstånd i Tyskland, där gruppen spelade på klubbar i Hamburg, utan blev hemskickad, vilket var ett tillfälligt avbräck för gruppen. I början kom han något i skuggan av John Lennon och Paul McCartney, både som kompositör och på grund av sin tillbakadragna personlighet. Dock utvecklades han som kompositör mot slutet av 1960-talet. Till albumet Abbey Road skrev han sångerna "Something" och "Here Comes the Sun". "Something" beskrevs av Lennon som Abbey Roads absolut bästa.
Efter Beatles upplösning påbörjade han, liksom de andra medlemmarna i gruppen, en solokarriär. Han var just då fyllda 27 år. Det första albumet, All Things Must Pass (1970), blev hans största framgång. Hans sista album, Brainwashed, utgavs postumt 2002.
År 1970 köpte han det nedgångna godset Friar Park i Henley-on-Thames, Oxfordshire, England. Han rustade upp egendomen och bodde där med sin familj ända fram till slutet av sitt liv. Där skapade han ett eget filmproduktionsbolag, Handmade Films, som bland annat producerade flera av komikergruppen Monty Pythons filmer, såsom Life of Brian. George Harrison såg Monty Python som något av The Beatles "andliga arvtagare".
Via sitt, och övriga i The Beatles, intresse för indisk filosofi och musik blev han också en övertygad vegetarian.
George Harrison bildade 1988 den kortlivade supergruppen Traveling Wilburys tillsammans med kollegorna Jeff Lynne, Bob Dylan, Tom Petty och Roy Orbison. Ursprungligen skulle de bara spela in en B-sida till Harrisons singel "This Is Love", men samarbetet kom att resultera i två album.
Han var gift första gången 1966–1975 med Patricia "Pattie" Boyd och andra gången från 1978 med Olivia Arias. I det andra äktenskapet fick han sonen Dhani Harrison.
En sinnessjuk man vid namn Michael Abram försökte knivmörda George Harrison den 30 december 1999. Michael Abram sade att han med order från Gud måste mörda ex-beatlen. George Harrison kom undan med en punkterad lunga och andra mindre huggsår.
George Harrison avled av lungcancer den 29 november 2001, 58 år gammal. Han kremerades och askan spreds i floden Ganges i Indien.

## Utmärkelser
George Harrison invaldes i Rock and Roll Hall of Fame år 1988 som medlem av The Beatles och som soloartist år 2004.
Asteroiden 4149 Harrison är uppkallad efter honom.
- Riddare av Brittiska imperieorden,  12 juni 1965[1]
- Oscar för bästa filmmusik, för Let It Be,  1970[2]
- Rock and Roll Hall of Fame,  2004[3]
- Stjärna på Hollywood Walk of Fame
- Billboard Music Awards

[Redigera Wikidata]

## Stil som gitarrist
George Harrison gitarrstil var, likt många andra gitarrister i början av 60-talet, nertonad och fokuserad på att "vara en del av låten". Han var tidig med att använda den nya 12-strängade Rickenbacker-gitarren på Beatlesalbumet A Hard Day's Night. I och med det fick många av låtarna på albumet ett "klingande" ljud, vilket bland annat influerade gruppen The Byrds. Han var från början intresserad av annorlunda musikstrukturer vilket märks i hans första egenskrivna låt "Don't Bother Me" som med sitt "dystra" sound skulle bli typiskt för Harrisons senare låtar. Till låten "And I Love Her" skrev han det spanskinspirerade gitarriffet vilket enligt Paul McCartney bidrog stort till att låten blev så bra. På låtarna "I Need You" och "Yes It Is" använde han sig av en volympedal som skapade ett svallande karaktäristiskt ljud.
På Rubber Soul började the Beatles experimentera med nya instrumentstilar. Harrison började därmed använda olika capotaston för att få till nya gitarrsound vilket märks i låtarna "Girl" och "Michelle". Hans gitarrspel på "Drive My Car" var insipirerat av Otis Redding och spelade samma riff som basen för att skapa en bra "botten" till låten. Han använde återigen ett capotasto på sin låt "If I Needed Someone" vars klockringade gitarriff var inspirerat av The Byrds. På albumet Revolver bidrog Harrison med många innovativa idéer och spelade bland annat ett baklänges-gitarrsolo till låten "I'm Only Sleeping". Han spelade också en gitarrharmoni tillsammans med McCartney på "And Your Bird Can Sing".
Till låten "Lucy in the Sky with Diamonds" spelade Harrison en bordun till Lennons sångröst likt hur indiska musiker spelar Sarangi. Han spelade ett kliniskt gitarrsolo till låten "Fixing a Hole" med hög diskant baserat på en nedåtgående skala i ett #Fm ackord, i kontrast till McCartneys optimistiska röst. På låten "Dear Prudence" utnyttjade han indiska influenser i sitt gitarrspel och på "Happiness Is a Warm Gun" använde han en fuzzbox för att förändra gitarrljudet. På sin egen låt "Old Brown Shoe" spelar Harrison ett gitarrsolo som enligt många kritiker liknar den gitarrstil Eric Clapton använde.

## Diskografi
- 1968 – Wonderwall Music
- 1969 – Electronic Sound
- 1970 – All Things Must Pass
- 1971 – The Concert for Bangla Desh (live)
- 1973 – Living in the Material World
- 1974 – Dark Horse
- 1975 – Extra Texture (Read All About It)
- 1976 – Thirty Three & 1/3
- 1979 – George Harrison
- 1981 – Somewhere in England
- 1982 – Gone Troppo
- 1987 – Cloud Nine
- 1992 – Live in Japan
- 2002 – Brainwashed
- 2017 – Delaney & Bonnie & Friends Live in Copenhagen, December 10th 1969 (medlem i gruppen)

## Kända låtar
- "Taxman" (The Beatles)
- "While My Guitar Gently Weeps" (The Beatles)
- "Here Comes the Sun" (The Beatles)
- "Something" (The Beatles)
- "I Me Mine" (The Beatles)
- "Old Brown Shoe" (The Beatles)
- "The Inner Light" (The Beatles)
- "Blue Jay Way" (The Beatles)
- "If I Needed Someone" (The Beatles)
- "Don't Bother Me" (The Beatles)
- "I Need You" (The Beatles)
- "You Like Me Too Much" (The Beatles)
- "Think For Yourself" (The Beatles)
- "Love You To" (The Beatles)
- "I Want to Tell You" (The Beatles)
- "Within You Without You" (The Beatles)
- "Piggies" (The Beatles)
- "Long Long Long" (The Beatles)
- "Savoy Truffle" (The Beatles)
- "Only a Northern Song" (The Beatles)
- "It's All Too Much" (The Beatles)
- "For You Blue" (The Beatles)
- "My Sweet Lord" (1970)
- "Isn't It a Pity" (1970)
- "Beware of Darkness" (1970)
- "Give Me Love (Give Me Peace on Earth)" (1973)
- "All Things Must Pass" (1970)
- "Bangla Desh" (1971)
- "All Those Years Ago" (1981)
- "What Is Life" (1970)
- "Got My Mind Set on You" (1987)
- "Deep Blue" (1971)

## Filmografi i urval
- 1964 – Yeah! Yeah! Yeah!
- 1965 – Help!
- 1967 – Magical Mystery Tour
- 1968 – Gul gul gul är vår undervattningsbåt
- 1971 – Raga
- 1979 – Ett herrans liv
- 1986 – Shanghai Surprise